# 前27年
| 千纪： | 前1千纪 |
| 世纪： | 前2世纪 \| 前1世纪 \| 1世纪                                                                                |
| 年代： | 前50年代 \| 前40年代 \| 前30年代 \| 前20年代 \| 前10年代 \| 前0年代 \| 0年代                               |
| 年份： | 前32年 \| 前31年 \| 前30年 \| 前29年 \| 前28年 \| 前27年 \| 前26年 \| 前25年 \| 前24年 \| 前23年 \| 前22年 |
| 纪年： | 西汉河平二年                                                                                               |

## 大事记
- 罗马帝国
  - 屋大维第七次成为罗马执政官。
  - 1月16日——羅馬元老院授予屋大维“奥古斯都”的称号，古羅馬進入羅馬帝國時代。
- 中國
  - 夜郎王興在漢成帝河平二年時舉兵反漢，漢朝派兵誅滅，夜郎國亡。

## 出生
- 漢哀帝劉欣（前27年—前1年），漢朝的第十三位皇帝

## 逝世
- 馬庫斯·特倫提烏斯·瓦羅，古羅馬學者和作家，寫過大量的著作，唯一流傳到現在的完整作品是晚年的《論農業》，是研究古羅馬農業生產的重要著述。